# Husfred-slægten
Husfred-slægten (Soleirolia) (syn: Helxine) er monotypisk og rummer kun én art, den nedennævnte. Det er krybende, stedsegrønne, stauder med små helrandede blade og uanselige blomster.
| Arter |

- Husfred (Soleirolia soleirolii)